# Konstantino Atan
Konstantino Antonio Atanassopulos (em grego: Κωνσταντίνο Αντώνιο Ατανασόπουλο), mais conhecido como Konstantino Atan (São Paulo, 14 de julho de 1999), é um ator brasileiro. De 2012 até 2013, interpretou o personagem Adriano, no remake da telenovela infantil Carrossel, do SBT.

## Carreira
Konstantino Antonio Atanassopulos nasceu no município de São Paulo, em 14 de julho de 1999, filho de Vera Lucia Rebecca, neta de armênios, e Constantino Jorge Antonio Atanassopulos, descendente de gregos. Atuou pela primeira vez em 2009, participando ao vivo do programa Hoje em Dia, da Record TV, numa edição especial em prol da Sociedade Pestalozzi, no dia 25 de setembro. A convite do, até então, cantor e humorista Tiririca, Konstantino se caracterizou de Tiririquinha e interpretou a música "Florentina", a diversão foi garantida e o ator ajudou na arrecadação de fundos para essa importante causa.
Sua história no SBT começou quando ele participou do quadro "Pais e Filhos", do Programa Silvio Santos, conhecendo ali o maior apresentador da televisão brasileira. No embalo, em 2010, Konstantino participou do quadro "Pergunte para Maisa", onde Maisa Silva respondia à perguntas sobre os mais diferentes assuntos, enviadas por crianças de todo o Brasil, com a ajuda de Konstantino e outros participantes.
Entre 2012 e 2013, interpretou o sonhador Adriano Ramos, um dos personagens do remake da telenovela infantil Carrossel do SBT. O ponto alto de seu personagem eram as cenas do seu quarto, em que o ator contracenava com outros elementos, como a famosa meia falante chamada "Chulé". No elenco infantil, ele era o mais velho dos atores.
Assim que o sucesso Carrossel acabou, Konstantino dublou alguns episódios do Carrossel em Desenho Animado que foram ao ar em 2016, também pelo SBT, e continuou seguindo carreira, onde participou de comerciais da marca Candide e atuou ao lado do jogador Neymar em um comercial para a Claro TV.
Em 2014, participou das duas primeiras temporadas da série spin-off Patrulha Salvadora, onde deu vida novamente ao Adriano Ramos. Em 2015 estreou nos cinemas com o mesmo personagem em Carrossel - O Filme. Em 2016, participou da sequência Carrossel 2: O Sumiço de Maria Joaquina.
Em 2019, esteve nos cinemas mais uma vez no filme Os Parças 2, junto com os protagonistas Whindersson Nunes, Tirullipa e Tom Cavalcante.

## Filmografia
| Ano       | Título                            | Papel               | Notas                              | Ref           |
| --------- | --------------------------------- | ------------------- | ---------------------------------- | ------------- |
| 2009      | Hoje em Dia                       | Tiririquinha        | Edição Especial                    |               |
| 2010      | Programa Silvio Santos            | Ele mesmo           | Quadro "Pais e Filhos"             |               |
| 2010      | Programa Silvio Santos            | Ele mesmo           | Quadro "Pergunte para Maisa"       | [ 20 ]        |
| 2012–2013 | Carrossel                         | Adriano Ramos       | Co-protagonista                    | [ 21 ] [ 22 ] |
| 2013      | Carrossel Especial de Natal       | Adriano Ramos       | Especial de fim de ano             | [ 23 ]        |
| 2014      | Patrulha Salvadora                | Adriano Ramos       | Participação 1ª e 2ª Temporada     | [ 24 ] [ 25 ] |
| 2015      | Buuu - Um Chamado Para a Aventura | Bola                | Participação "Cobrindo os Rastros" | [ 26 ] [ 27 ] |
| 2016      | Carrossel em Desenho Animado      | Adriano Ramos (voz) | Dublagem                           | [ 28 ]        |
| 2025      | A Caverna Encantada               | Adriano Ramos       | Participação 2ª temporada          | [ 29 ]        |

### Cinema
| Ano  | Título                                  | Papel         | Notas                                          | Ref           |
| ---- | --------------------------------------- | ------------- | ---------------------------------------------- | ------------- |
| 2015 | Carrossel - O Filme                     | Adriano Ramos | Filme baseado na telenovela infantil Carrossel | [ 30 ]        |
| 2016 | Carrossel 2: O Sumiço de Maria Joaquina | Adriano Ramos | Filme baseado na telenovela infantil Carrossel | [ 31 ] [ 32 ] |
| 2019 | Os Parças 2                             | Juca          |                                                | [ 33 ]        |

## Teatro
| Ano  | Título                         | Papel         | Notas                                            | Ref    |
| ---- | ------------------------------ | ------------- | ------------------------------------------------ | ------ |
| 2013 | Show Carrossel no Circo Tihany | Adriano Ramos | Co-protagonista                                  | [ 34 ] |
| 2014 | Musical Grease                 |               | Musical da Casa De Artes Operária                | [ 35 ] |
| 2016 | Criança para sempre: O Musical | Ele mesmo     | Apresentado no auditório do Hotel Confort Suítes | [ 36 ] |

## Discografia
| Ano  | Canção             | Álbum                     |
| ---- | ------------------ | ------------------------- |
| 2012 | A Banda            | Carrossel Vol. 2          |
| 2013 | Filhote do Filhote | Carrossel Especial Astros |